# Jolán Kleiber-Kontsek
Jolán Kleiber z domu Kontsek (ur. 29 sierpnia 1939 w Budapeszcie, zm. 20 lipca 2022 tamże) – węgierska lekkoatletka, specjalistka rzutu dyskiem, medalistka olimpijska z 1968 z Meksyku.
Choć jej główną konkurencją był rzut dyskiem, odnosiła również sukcesy w pchnięciu kulą.
Zdobyła brązowy medal w rzucie dyskiem podczas uniwersjady w 1961 w Sofii. Na mistrzostwach Europy w 1962 w Belgradzie również zdobyła brązowy medal w tej konkurencji. Na uniwersjadzie w 1963 w Porto Alegre zdobyła srebrny medal w rzucie dyskiem oraz brązowy w pchnięciu kulą.
Zajęła 6. miejsce w finale rzutu dyskiem na igrzyskach olimpijskich w 1964 w Tokio, a w pchnięciu kulą odpadła w eliminacjach. Zwyciężyła w rzucie dyskiem na uniwersjadzie w 1965 w Budapeszcie, zostawiając w pobitym polu m.in. mistrzynię olimpijską i Europy Tamarę Press. Wygrała również tę konkurencję podczas finału Pucharu Europy w 1965 w Kassel. Została uznana za najlepszego sportowca Węgier w 1965. Na mistrzostwach Europy w 1966 w Budapeszcie zajęła 4. miejsce w rzucie dyskiem. Była trzecia w tej konkurencji w finale Pucharu Europy w 1967 w Kijowie.
Na igrzyskach olimpijskich w 1968 w Meksyku zdobyła brązowy medal w rzucie dyskiem. Zajęła 4. miejsce w rzucie dyskiem w finale Pucharu Europy w 1970 w Budapeszcie.
Jolán Kleiber-Kontsek była mistrzynią Węgier w rzucie dyskiem w latach 1960–1962, 1964–1968 i 1970–1972, a także w pchnięciu kulą w 1960 i 1961.
Piętnastokrotnie poprawiała rekord Węgier w rzucie dyskiem w latach 1960-1971, jako pierwsza przekraczając granicę 50 i 60 metrów i doprowadzając go do wyniku 60,18 m (28 sierpnia 1971, Budapeszt).